# 野本義明
野本 義明（のもと よしあき、1981年1月7日 - ）は、日本のAV監督、実業家。2006年監督デビュー。2016年6月、創業者・高橋がなりの指名によりソフト・オン・デマンド株式会社代表取締役就任。現在はSODクリエイトの代表取締役社長。野本義明は監督名、野本ダイトリが社長名（会社概要では野本義晃）。

## 略歴
埼玉県出身。日本大学商学部卒業。日大卒業後の2004年に入社し、2年後に監督デビュー。2016年6月の社長就任。就任後も不定期に監督として現場に関わる。
社長就任前後に起き、社会問題化した出演強要問題については「脇が甘かった」と述べており、「業界をより良くしていくチャンスだと思っています」と捉えている。

## 人物
- イケメンAV監督で、女性に人気がある[7][8]。
- 学生時代は陸上部で砲丸投をしていた[7]。
- 中学・高校時代から、35～45歳の熟女が好きで[8]、熟女モノAVが好き[9]。
- 初体験は高校3年の時。7歳年上の変態すぎる看護師が相手だった[7]。
- 浪人時代に、『AV女優』（永沢光雄・著）を読んで衝撃を受け、AV監督を目指すきっかけになった[7][8]。
- 新卒でSODクリエイトに入社[7][8]。
- 女性向けアダルト動画サイト「GIRL'S CH」に自身のハメ撮り動画がアップされ、妻にバレた。[7]。
- コアマガジンの素人投稿雑誌が大好き[7]。
- 素人がAVを撮ることを世の中に流行らせ、その自主製作の作品を売る場を作りたいとのこと[7]。
- 憧れのAV監督は、カンパニー松尾、溜池ゴロー[9]。
- 高橋がなりの指名により代表取締役就任。ミッションは「こんなつまらなくなったデマンドは3年以内に潰せ」。同時に代表取締役の略である「ダイトリ」と命名される[10]。
- 300個以上の製品の使用感を試した上でオリジナル開発したこだわりのオナカップ「SOD BASARA THE CUP AIR FIT」を2019年12月に発売[11]。

## 監督作品

### シリーズ作品
※すべて SODクリエイト発売
- トイレのエロ落書きに電話したらエロい女とSEXできるのか？！ (2006年5月4日) - デビュー作。2006年のAV OPENエントリー作品。
- オトコのスケベな妄想（2007～2008年）
- 「カップル限定」マジックミラー号の中で、自慢の彼女を「寝とって」真性中出し！（2011～2015年）
- 「寝とられ願望」愛する妻が目の前の他人のチ○ポに戸惑い！欲情！生中出し!! 自慢の妻をハダカで男湯へ（2012～2014年）
- 子供と旦那が帰宅するまで1時間「赤ちゃんできてもいい...もっともっと奥で下さい」自宅で足を絡めて何度も求める「中出し6発」でやっとママは満足（2012～2015年）
- SOD 宣伝部 入社○年目 浅野えみ（2013年）
- “可愛すぎる!!”と話題のSOD女子社員 桜井彩（2013年）

### 単体作品
- 旦那よりも、子供よりも...　木下やよい（WOMAN、2008年6月5日）
- 芸能人 原紗央莉 南の島×超ギリ2デジタルモザイクで、恥ずかしいトコまで全部見えてしまいました（SODクリエイト、2009年2月19日）
- 女社長 鷹宮りょう ～新店オープンまでの日々を追う（人間考察、2009年3月5日）
- 雪見紗弥の「本当はエッチしたい女の子」を口説く方法教えてあげます。（人間考察、2009年5月7日）
- JULIA 露出×羞恥（SODクリエイト、2010年9月23日）
- 大沢美加をノーパンで公園に行かせますので濡れたマ○コをどうぞご自由にお使いください。（SODクリエイト、2010年11月18日）
- 男根少女 天音るか DEBUT!! 巨大ペニクリがついているオンナノコ!?（SODクリエイト、2011年9月8日）
- あまりにも悲しすぎる男25人との大輪姦による処女喪失　神谷つくし（SODクリエイト、2011年9月22日）
- 黒木美咲 AV DEBUT（SODクリエイト、2012年6月7日）
- ドキドキ初デート 青空の下でセックスしちゃった　紗倉まな（SODクリエイト、2012年11月18日）
- AV DEBUT 吉川あいみ（SODクリエイト、2013年1月10日）
- 青春時代 学校でこっそりH 学園コスプレ4SEX　吉川あいみ（SODクリエイト、2013年3月23日）
- 芸能人 白石茉莉奈 撮影場所はマイホーム 旦那に見つかったらいい訳できない...自宅でドキドキ3SEX（SODクリエイト、2013年9月25日）
- 麻宮まどか AV debut（SODクリエイト、2014年11月18日）
- 島育ちの世間知らず 上京一人暮らし敏感イキまくり濃密セックス4本番　麻宮まどか（SODクリエイト、2014年12月6日）
- 飛鳥りん AV debut タイム風俗学ハンター（SODクリエイト、2016年9月1日）

他多数

### 女性向け作品
- Body talk lesson for couples（SILK LABO、2014年2月6日）

## 出演番組

### テレビ
- ダラケ! ～お金を払ってでも見たいクイズ～　シーズン2 第4回「AVプランナー」ダラケ（BSスカパー!、2015年2月5日）

### ラジオ
- 紗倉まな・野本ダイトリのどうしたらいいでしょうか?（2016年10月2日 - 2017年10月1日、文化放送）
- TOKYO SPEAKEASY（2024年2月14日、TOKYO FM）[12]